# Фрайтаг, Уши
Уши Фрайтаг (нидерл. Uschi Freitag, род. 19 августа 1989 года) — голландская прыгунья в воду, призёр чемпионата Европы 2012, 2016 года. До 2012 года выступала на международных соревнований за национальную сборную Германии. В 2013 Международный спортивный комитет одобрил её переход в национальную сборную Нидерландов.

## Биография
Уши Фрайтаг родилась 19 августа 1989 года в Маастрихте, Нидерланды. Члены её семьи также являлись прыгунами в воду. Заниматься этим видом спорта Фрайтаг начала в довольно юном возрасте и в 6 лет уже выступала на разных соревнованиях. До 2012 года тренировалась в городе Ахен, после этого в — Эйндховене. В 2002 году попала в аварию, вследствие которой повредила шейные позвонки и выбыла из спортивного режима на год. Её возвращение в 2003 году ознаменовалось рядом побед, которые принесли ей титул двукратного чемпиона Германии (трамплин 1, 3 м). На соревнованиях по прыжкам в воду с трамплина 3 метра, что проходили в Китае, она заняла 15-е место и получила первые 20 очков Мирового рейтинга пловцов (FINA world ranking list). С 2009 года Фрайтаг постоянно принимала участие на международных соревнованиях. После Чемпионата мира по водным видам спорта в Риме, Фрайтаг прошла квалификацию и приняла участие в Чемпионате мира по водным видам спорта в Китае и Чемпионате Европы по водным видам спорта в Венгрии. На чемпионате Европы по водным видам спорта 2011 года в Турине, Фрайтаг и её напарница Катя Диков выиграли бронзовую медаль в синхронных прыжках с трамплина 3 м. На чемпионате Европы по водным видам спорта 2012 в Эйндховене она добыла две медали — серебро в прыжках с трамплина 3 м и бронзу в синхронных прыжках с трамплина 3 м (напарница — Катя Диков). После окончания средней школы Фрайтаг отправляется на обучение в «Fontys Sporthogeschool and started Sports & Education» в голландском городе Эйндховене. Затем она приняла решение покинуть сборную Германии и начать выступать за сборную Нидерландов. Международный спортивный комитет отстранил её на один год от участия в международных соревнованиях. В 2013 году ей было официально разрешено выступать за Нидерланды. Серебряная медаль в составе новой сборной была завоевана во время Чемпионата Европы по водным видам спорта 2016 года в Лондоне в категории «трамплин 3 м».